# Liste der Bahnhöfe in Düsseldorf
Dies ist eine Liste der Bahnhöfe in Düsseldorf.

## In Betrieb befindliche Stationen
In Düsseldorf gibt es acht Bahnhöfe und 17 Haltepunkte, darunter zwei Fernbahnhöfe. Den Hauptbahnhof bedienen alle in oder über Düsseldorf verlaufenden ICE-, IC/EC-, Regional-Express-, Regionalbahn- und S-Bahn-Linien. Am Bahnhof Düsseldorf Flughafen halten die stündlich fahrenden ICE-Züge zwischen Köln/Düsseldorf und Berlin, zwölf Züge weiterer ICE- und IC-Linien sowie des Thalys und alle zwischen Düsseldorf und Duisburg verkehrenden Regional-Express-Züge und S-Bahnen. Mit Düsseldorf-Benrath gibt es im Düsseldorfer Süden einen dritten Haltepunkt, an dem neben S-Bahnen auch Regional-Express-Züge halten. Die übrigen Bahnhöfe oder Haltepunkte werden von mindestens einer S-Bahn-Linie bedient. In Düsseldorf-Bilk wurde am 18. März 2022 der neu gebaute Bahnsteig für Regionalzüge in Betrieb genommen.
| Bahnhof                       | Eröffnung  | S-Bahn-Linien              | Weitere Linien mit Taktfahrplan | Sonstige Verkehrsangebote / Anmerkungen                                                                            |
| ----------------------------- | ---------- | -------------------------- | --- | --- |
| Angermund                     | 1880/97    | S 1                        | 751 | 728 751 ab Auf der Krone (300 m)                                                                                   |
| Düsseldorf-Benrath            | 15.12.1845 | S 6 S 68                   | RE 1 RE 5 U 72 M 1 730 778 779 784 788 789 NE 7 | 815 817 (einzelne Fahrten So–Fr 0–4 Uhr)                                                                           |
| Düsseldorf-Bilk               | 01.10.1891 | S 8 S 11 S 28              | RE 4 RE 6 RE 10 RE 13 RB 39 U 71 U 72 U 73 U 83 M 3 835 836 NE 7 | 707 736 ab Bilker Allee/Friedrichstraße (300 m)                                                                    |
| Düsseldorf-Derendorf          | 22.07.1889 | S 1 S 6 S 11               | SB 55 701 733 752 754 756 758 834 | E 701 (nur bei Veranstaltungen im ISS Dome), 807 (einzelne Fahrten So–Fr 0–4 Uhr)                                  |
| Düsseldorf-Eller              | 19.11.1874 | S 1                        | M 1 722 730 735 736 | |
| Düsseldorf-Eller Mitte        | 28.09.1980 | S 1                        | RE 47 U 75 701 723 724 | 815 (einzelne Fahrten So–Fr 0–4 Uhr)                                                                               |
| Düsseldorf-Eller Süd          | 28.09.1967 | S 6 S 68                   | 724 731 732 735 NE 6 | |
| Düsseldorf-Flingern           | 29.05.1988 | S 8 S 28 S 68              | 706 709 | 810 (einzelne Fahrten So–Fr 0–4 Uhr)                                                                               |
| Düsseldorf Flughafen          | 26.05.2000 | S 1                        | ICE 10 RE 1 RE 2 RE 3 RE 5 RE 6 RE 11 RE 19 SkyTrain SB 51 729 759 776 | |
| Düsseldorf Flughafen Terminal | 27.10.1975 | S 11                       | SkyTrain SB 51 721 760 | 896 (nur bei Messe-Veranstaltungen)                                                                                |
| Düsseldorf-Friedrichstadt     | 29.05.1988 | S 8 S 11 S 28              | 736 (Ausgang Oberbilker Allee) | 701 ab Sonnenstraße (200 m, Ausgang Hüttenstraße)                                                                  |
| Düsseldorf-Garath             | 28.09.1967 | S 6 S 68                   | SB 57 778 779 (Ostseite) 778 779 789 (Westseite) | |
| Düsseldorf-Gerresheim         | 20.12.1838 | S 8 S 28 S 68              | U 73 M 1 730 736 737 781 | |
| Düsseldorf-Hamm               | 29.05.1988 | S 8 S 11 S 28              | 706 732 | |
| Düsseldorf Hbf                | 01.10.1891 | S 1 S 6 S 8 S 11 S 28 S 68 | ICE 10 ICE 41 ICE 42 ICE 78 IC/EC 30 IC 32 IC 35 RE 1 RE 2 RE 3 RE 4 RE 5 RE 6 RE 10 RE 11 RE 13 RE 19 RE 47 U 70 U 75 U 76 U 77 U 78 U 79 704 707 708 709 SB 55 SB 85 721 722 737 732 737 738 752 754 834 NE 1 NE 2 NE 3 NE 4 NE 5 NE 6 NE 7 NE 8 | ICE 47 THA 80 ICE 91 IC 37 IC 32 IC 50 FLX 20 (nur einzelne Züge) 805 807 812 817 (einzelne Fahrten So–Fr 0–4 Uhr) |
| Düsseldorf-Hellerhof          | 15.12.1982 | S 6 S 68                   | SB 57 789 NE 14 | |
| Düsseldorf-Oberbilk           | 01.04.1968 | S 1 S 6 S 68               | U 76 U 79 705 | 721 722 ab Karl-Geusen-Straße (250–350 m)                                                                          |
| Düsseldorf-Rath               | 19.11.1874 | S 6                        | U 71 701 | E 701 (nur bei Veranstaltungen im ISS Dome)                                                                        |
| Düsseldorf-Rath Mitte         | 28.09.1967 | S 6                        | U 71 701 M 1 730 776 | E 701 (nur bei Veranstaltungen im ISS Dome)                                                                        |
| Düsseldorf-Reisholz           | 15.06.1899 | S 6 S 68                   | M 1 M 3 727 730 785 835 | 789 ab Reisholz, Pfeiler (200 m), 815 (einzelne Fahrten So–Fr 0–4 Uhr)                                             |
| Düsseldorf-Unterrath          | 1880/97    | S 1 S 11                   | 705 707 M 1 729 730 757 760 NE 1 NE 2 | 810 (einzelne Fahrten So–Fr 0–4 Uhr), E 729 (nur bei Veranst. im ISS Dome)                                         |
| Düsseldorf Völklinger Str.    | 29.05.1988 | S 8 S 11 S 28              | 709 723 726 NE 8 | 706 707 ab Bilker Kirche (250 m)                                                                                   |
| Düsseldorf Volksgarten        | 28.09.1967 | S 1 S 6 S 68               | 706 | 736 ab D-Friedrichstadt S (Ausgang Oberbilker Allee)                                                               |
| Düsseldorf Wehrhahn           | 28.09.1967 | S 1 S 6 S 11               | U 71 U 72 U 73 U 83 737 NE 3 NE 4 NE 5 | 738 834 NE 2 ab Elisabethkirche, 708 709 ab Birkenstraße, 812 (einzelne Fahrten So–Fr 0–4 Uhr ab D-Werhahn S)      |
| Düsseldorf Zoo                | 1969       | S 1 S 6 S 11               | 706 725 | U 71 708 ab Schillerplatz (300 m)                                                                                  |

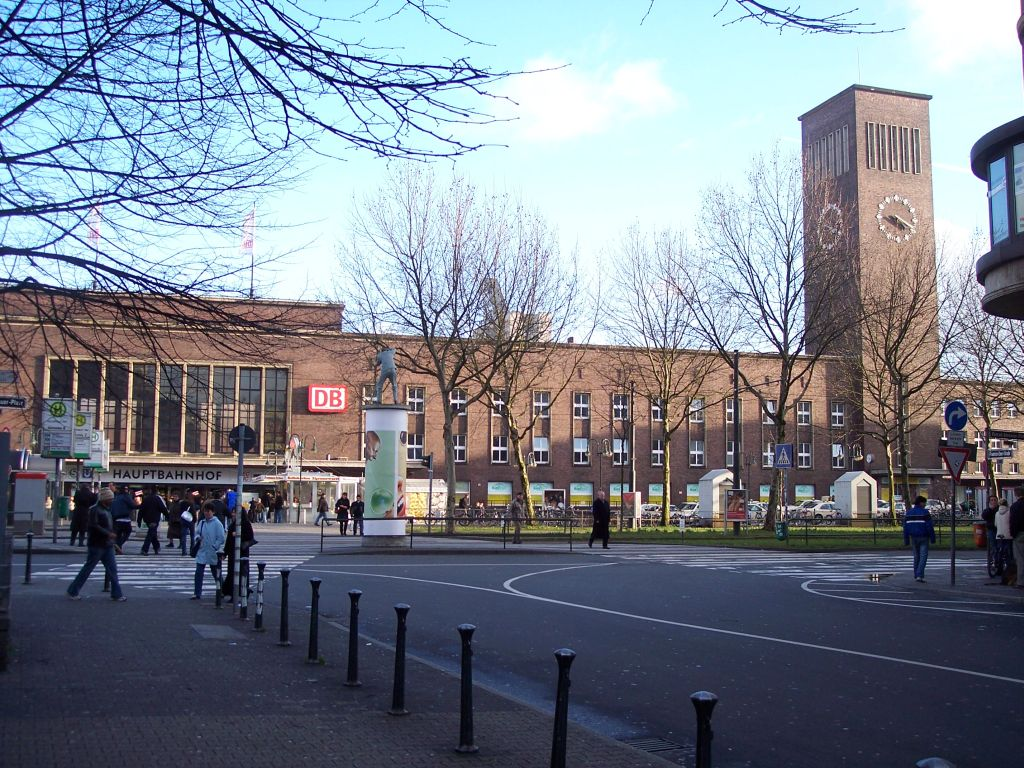
Hauptbahnhof
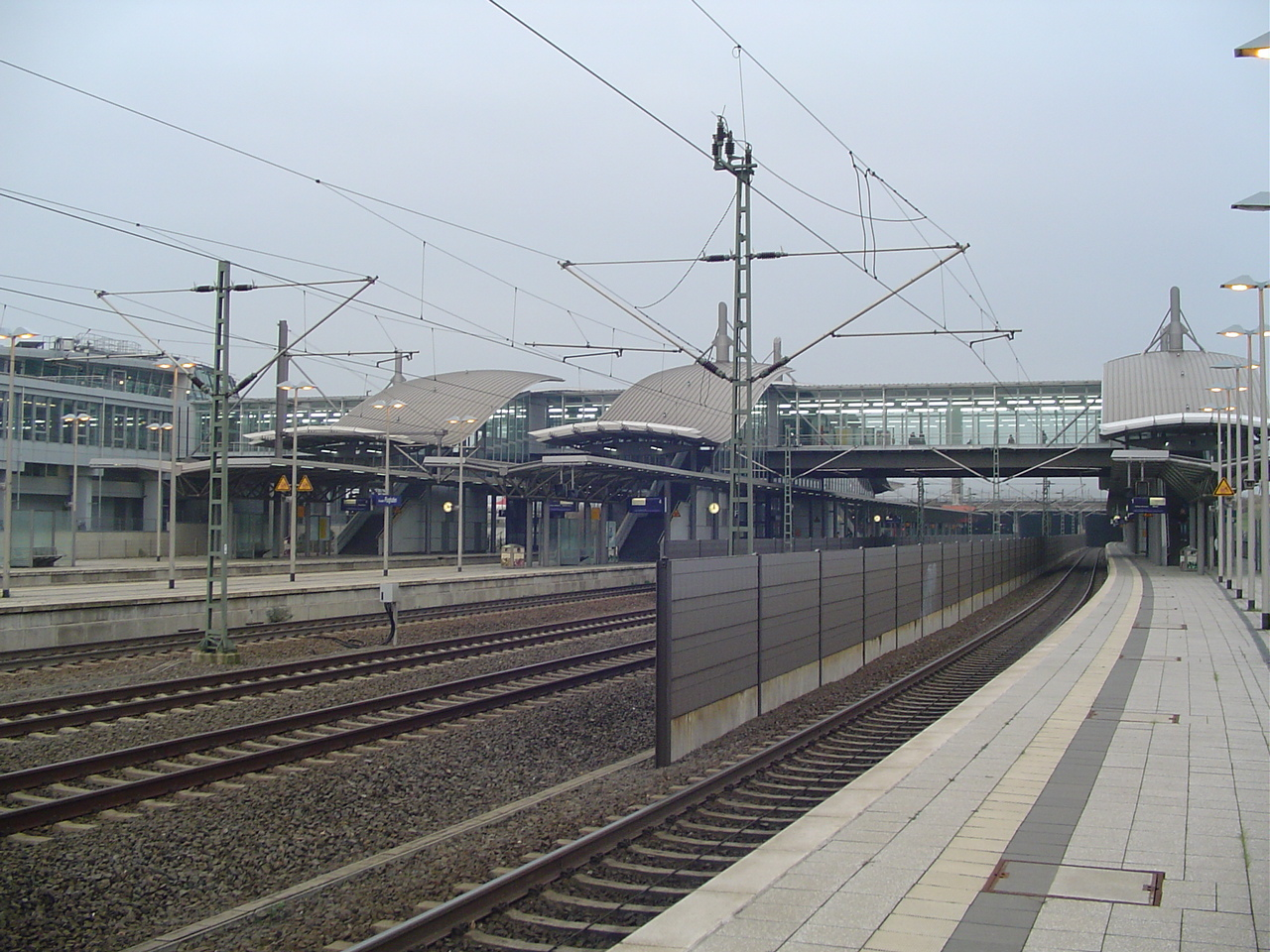
Flughafen Fernbahnhof
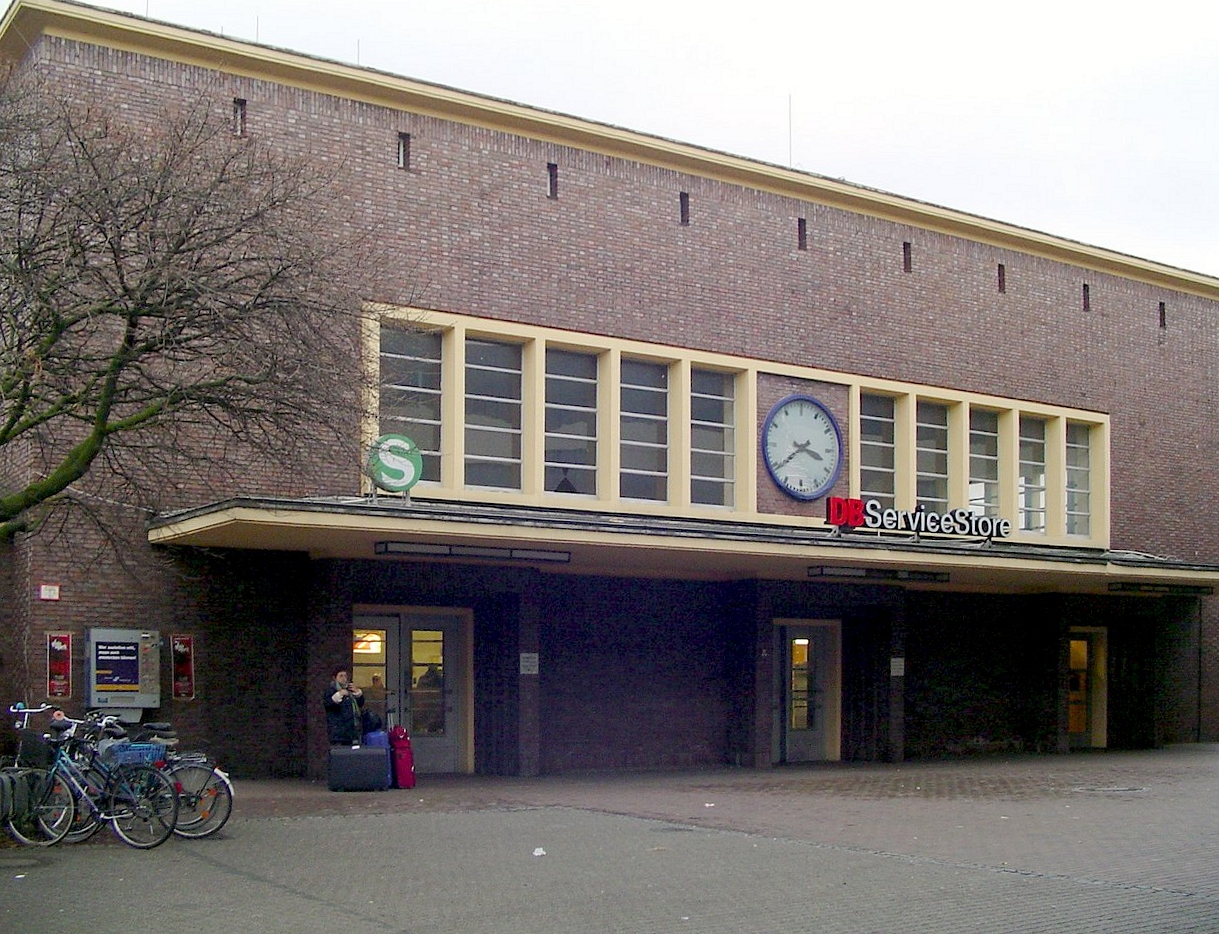
Haltepunkt Benrath, Empfangsgebäude
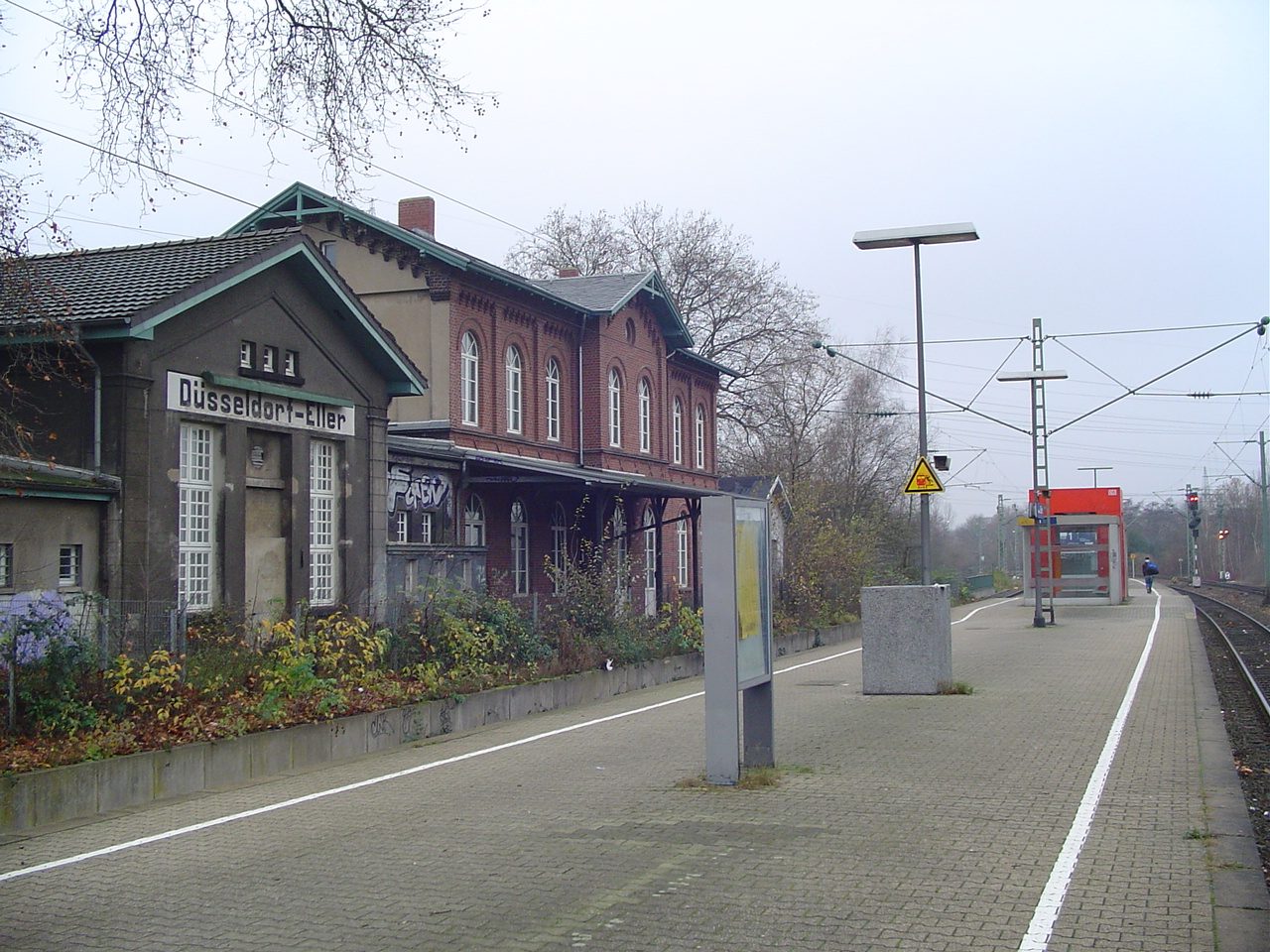
S-Bahnhof Eller mit ehemaligem Empfangsgebäude
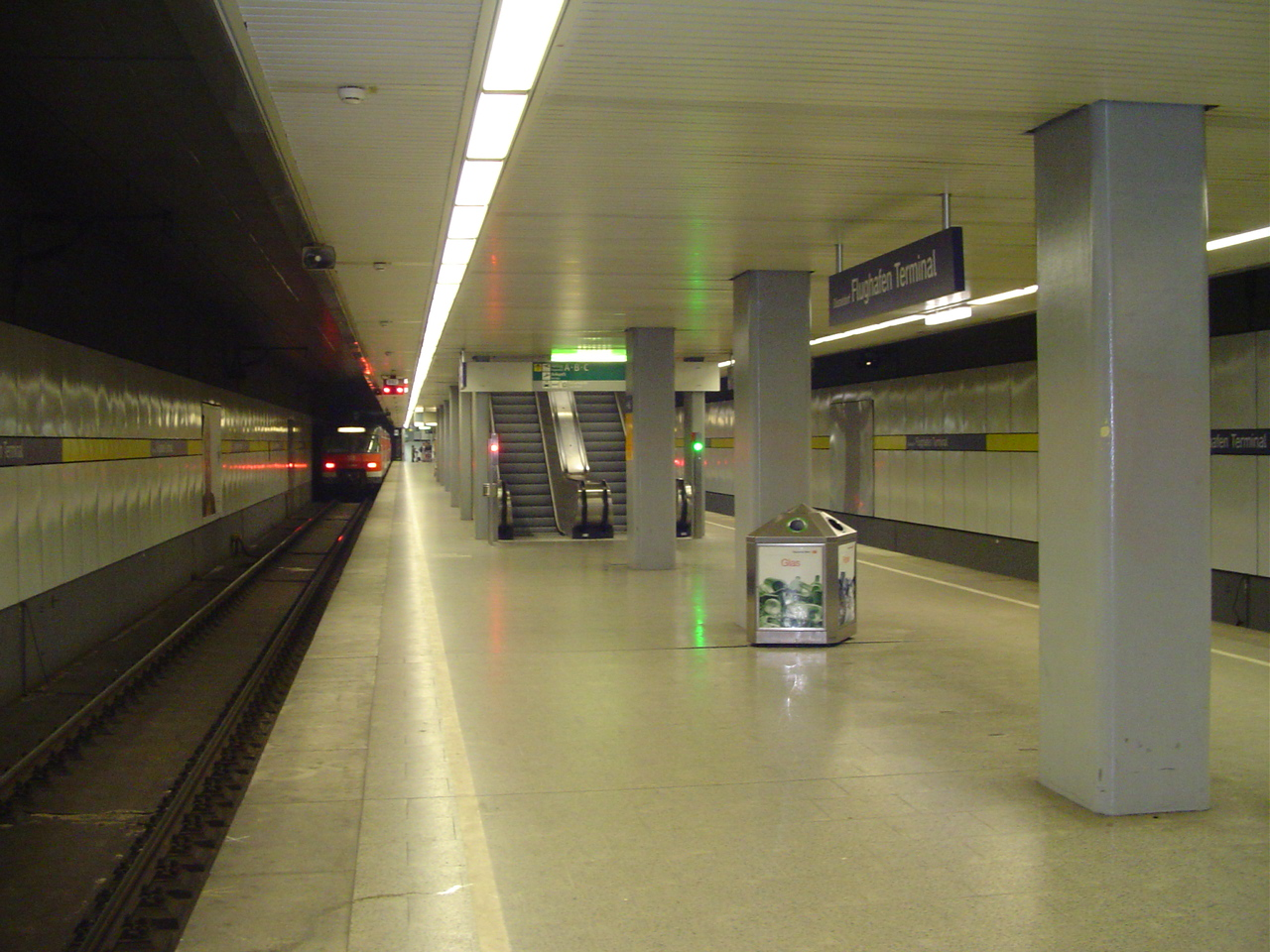
S-Bahnhof Flughafen Terminal
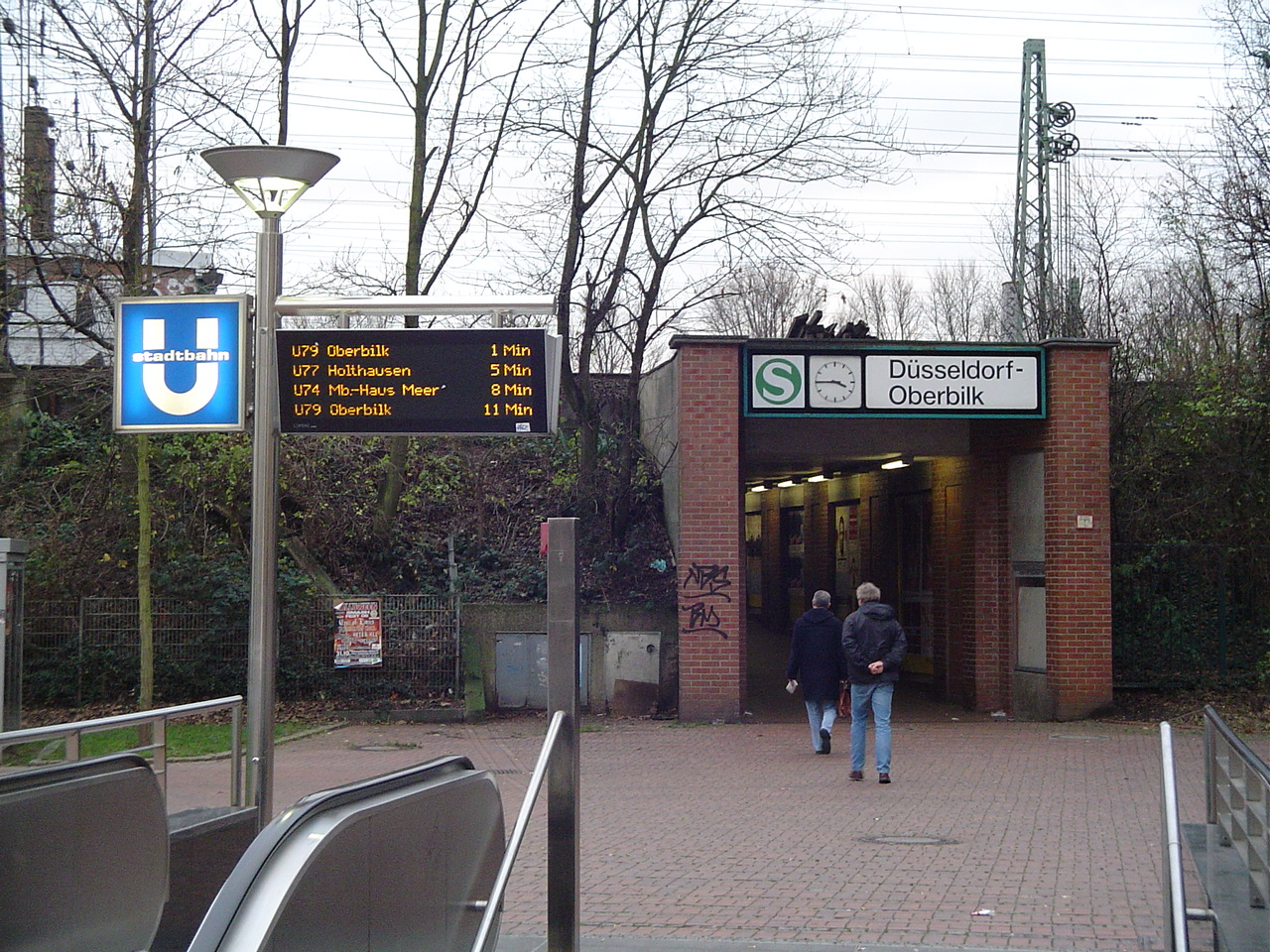
S-Bahn-Haltepunkt Oberbilk mit Umstieg zur U-Bahn

## Stillgelegte Bahnhöfe
Der 1846 eröffnete und zuletzt kaum genutzte Bahnhof Kalkum an der Bahnstrecke Düsseldorf–Duisburg wurde am 27. Mai 1990 stillgelegt, auch damit sich die Fahrzeiten der S-Bahnen nach Inbetriebnahme des nur 1,5 Kilometer weiter südlich gelegenen Bahnhofs Düsseldorf Flughafen nicht verlängerten. Zum Schluss hielten hier die Linien S 1 und S 21.
Für den Güterverkehr bestand im Norden der Stadt der ehemalige, inzwischen zum größten Teil abgebrochene Rangierbahnhof Düsseldorf-Derendorf, im Westen der vollständig zurückgebaute Bahnhof Düsseldorf-Bilk, sowie der ebenfalls stillgelegte Bahnhof Düsseldorf-Lierenfeld südöstlich des Hauptbahnhofs.
Der größte Güterbahnhof in der Nähe Düsseldorfs ist heute der ehemalige Rangierbahnhof im benachbarten Neuss.

## Planungen
Mit Einführung des Rhein-Ruhr-Express (RRX) sollen ursprünglich nur die existierenden Fernbahnhöfe Haltepunkte des regionalen Schnellzuges innerhalb der Düsseldorfer Stadtgrenzen werden. Inzwischen wird aber auch Düsseldorf-Benrath als Haltepunkt in die Detailplanungen des RRX einbezogen.